# Liste der höchsten Gebäude in Brooklyn
Der Artikel Liste der höchsten Gebäude in Brooklyn umfasst Listen von Hochhäusern im Borough (Stadtbezirk) Brooklyn in New York City, die unter den Gesichtspunkten Rangliste der höchsten Gebäude, im Bau oder in Planung sowie Zeittabelle der höchsten Gebäude zusammengestellt wurden. Gebäude ab 150 Meter werden als Wolkenkratzer (engl. skyscraper) und ab 300 Meter als Superhoher Wolkenkratzer (engl. supertall skyscraper) bezeichnet.

## Einführung
Brooklyn ist der bevölkerungsreichste der fünf Boroughs von New York City und besitzt bis zu 50 Hochhäuser, die höher als 120 Meter (393 Fuß) sind, darunter befinden sich 17 Wolkenkratzer (Stand 2024). Durch eine Umzonung mehrerer Teile von Brooklyn im Jahr 2004, die eine höhere Bebauungsdichte ermöglicht, entstanden seitdem durch einen Bauboom weit über 50 neue Hochhäuser mit Höhen ab 100 Meter. Sie stehen insbesondere in Downtown Brooklyn und den direkt angrenzenden Stadtteilen sowie in Williamsburg und Greenpoint an der Waterfront am East River. The Brooklyn Tower, ein Wohnwolkenkratzer in Downtown Brooklyn ist seit dem Erreichen seiner Endhöhe im Oktober 2021 mit 325 Meter (1066 Fuß) das höchste Gebäude in Brooklyn. Davor waren unter anderem von 1929 bis 2009 der 156,1 m hohe (512 Fuß) Williamsburgh Savings Bank Tower in Fort Greene und anschließend The Brooklyner mit seinen 156,7 Metern (514 Fuß) die höchsten Gebäude in Brooklyn.

## Liste der höchsten Hochhäuser in Brooklyn
Diese Liste zeigt die höchsten Gebäude in Brooklyn. Aufgelistet sind nur fertiggestellte Gebäude, sich im Bau befindliche nur dann, wenn diese ihre endgültige Höhe bereits erreicht haben (solche sind mit der Fußnote  A1 versehen). Es gilt die offizielle Höhe für die Rangliste, also die Höhe der Gebäudestruktur inklusive der Höhe von Turmspitzen, jedoch keine Antennen. Die Spalte Nutzung gibt die Funktionen des Gebäudes an: Eine Einzelfunktion ist gegeben, wenn 85 Prozent oder mehr der Gebäudenutzfläche für einen Zweck verwendet wird. Eine gemischte Nutzung liegt vor, wenn jede Einzelfunktion mindestens 15 Prozent der Nutzfläche in Anspruch nimmt.
Es werden alle Gebäude mit Höhen von mindestens 120 Metern aufgelistet. Bis September 2024 wurden 48 solcher Gebäude fertiggestellt oder sie befinden sich noch in der Bauphase, haben aber ihre Endhöhe schon erreicht.
| Bild | Nr. | Name                             | Höhe    | Nutzung (von unten nach oben) | Etagen | Baujahr | Lage | Bemerkungen                                                                        |
| ---- | --- | -------------------------------- | ------- | ----------------------------- | ------ | ------- | ---- | ---------------------------------------------------------------------------------- |
|      | 1   | The Brooklyn Tower               | 324,9 m | Einzelhandel, Wohnungen       | 93     | 2022    |      | 11-höchstes Gebäude in New York City und höchstes Gebäude außerhalb von Manhattan. |
|      | 2   | Brooklyn Point                   | 220,3 m | gemischte Nutzung             | 57     | 2020    |      | auch 138 Willoughby Street, Teil des City Point-Komplexes.                         |
|      | 3   | AVA DoBro                        | 190,3 m | Einzelhandel, Wohnungen       | 58     | 2015    |      | war von 2015 bis 2019 höchstes Gebäude in Brooklyn.                                |
|      | 4   | 11 Hoyt                          | 188,4 m | Einzelhandel, Wohnungen       | 54     | 2021    |      |                                                                                    |
|      | 5   | 98 Dekalb Avenue A1              | 185,9 m | Wohnungen                     | 49     | 2025    |      | erreichte im Juni 2024 seine Endhöhe.                                              |
|      | 6   | The Brook A1                     | 183,8 m | Wohnungen                     | 51     | 2025    |      | auch 589 Fulton Street, erreichte im Juni 2024 seine Endhöhe.                      |
|      | 7   | The Hub                          | 183,6 m | Wohnungen                     | 55     | 2016    |      |                                                                                    |
|      | 8   | 388 Bridge Street                | 179,8 m | Wohnungen                     | 51     | 2014    |      | war von 2013 bis 2015 höchstes Gebäude in Brooklyn.                                |
|      | 9   | One Domino Square Rental         | 175 m   | Wohnungen                     | 57     | 2024    |      | 346 Kent Avenue Tower I, Teil vom Komplex One Domino Square, im Bild links.        |
|      | 10  | The Ashland                      | 173,1 m | Wohnungen                     | 52     | 2016    |      |                                                                                    |
|      | 11  | Brooklyn Crossing                | 162,1 m | Wohnungen                     | 51     | 2022    |      | auch 18 Sixth Avenue, Teil vom Projekt Pacific Park.                               |
|      | 12  | The Brooklyner                   | 162 m   | Wohnungen                     | 52     | 2010    |      | war von 2009 bis 2013 höchstes Gebäude in Brooklyn.                                |
|      | 13  | City Point II                    | 157,1 m | gemischte Nutzung             | 46     | 2016    |      | Teil des City Point-Komplexes, auch City Tower.                                    |
|      | 14  | Williamsburgh Savings Bank Tower | 156,1 m | Büro, Wohnungen               | 42     | 1929    |      | auch One Hanson Place, war von 1929 bis 2009 höchstes Gebäude in Brooklyn.         |
|      | 15  | The Paxton                       | 155,8 m | Büro, Wohnungen               | 43     | 2023    |      | auch 540 Fulton Street                                                             |
|      | 16  | 625 Fulton Street A1             | 152,5 m | gemischte Nutzung             | 35     | 2024    |      | erreichte im Dezember 2023 seine Endhöhe.                                          |
|      | 17  | One Willoughby Square            | 150,9 m | Schule, Büro                  | 34     | 2021    |      |                                                                                    |
|      | 18  | 505 State Street                 | 146,9 m | Wohnungen                     | 44     | 2024    |      | früher 100 Flatbush Avenue, Teil von The Alloy Block.                              |
|      | 19  | 12 Metrotech Center              | 144,2 m | Büro                          | 32     | 2005    |      |                                                                                    |
|      | 20  | One Domino Square Condominium    | 143,9 m | Wohnungen                     | 39     | 2024    |      | 346 Kent Avenue Tower II, Teil vom Komplex One Domino Square, im Bild rechts.      |
|      | 21  | 15 Hanover Place                 | 141,1 m | Wohnungen                     | 34     | 2024    |      | auch 23 Hanover Place                                                              |
|      | 22  | Montague–Court Building          | 140,8 m | Büro                          | 35     | 1927    |      | war von 1927 bis 1929 höchstes Gebäude in Brooklyn.                                |
|      | 23  | 66 Rockwell Place                | 139,3 m | Wohnungen                     | 42     | 2014    |      |                                                                                    |
|      | 24  | Two Blue Slip                    | 134,1 m | Wohnungen                     | 39     | 2020    |      | auch 41 Blue Slip (links)                                                          |
|      | 25  | Calyer Place Tower I             | 133,8 m | Wohnungen                     | 40     | 2023    |      | auch West Wharf, 60 Wharf Drive                                                    |
|      | 26  | Level BK                         | 133,5 m | Wohnungen                     | 40     | 2017    |      | früher 2 North 6th Place, im Bild rechts vorne.                                    |
|      | 26  | Eagle + West Tower 1             | 133,5 m | Wohnungen                     | 39     | 2022    |      | Teil vom „Eagle + West“ Komplex.                                                   |
|      | 28  | 111 Willoughby Street A1         | 133,2 m | gemischte Nutzung             | 40     | 2025    |      | erreichte im Mai 2024 seine Endhöhe. (mit Gemeindezentrum Pfarrei St. Boniface)    |
|      | 29  | One South First                  | 132,6 m | Büro, Wohnungen               | 42     | 2019    |      | Bauliche Einheit mit Ten Grand.                                                    |
|      | 30  | The Greenpoint                   | 132,2 m | Wohnungen                     | 39     | 2018    |      | auch 21 India Street                                                               |
|      | 31  | BKLYN AIR                        | 131,7 m | Wohnungen                     | 39     | 2014    |      | auch Oro 2                                                                         |
|      | 32  | Tower 77 North                   | 130,8 m | Wohnungen                     | 40     | 2023    |      | früher 77-87 Commercial Street, auch Waterview.                                    |
|      | 33  | Toren                            | 130,3 m | Wohnungen                     | 37     | 2009    |      |                                                                                    |
|      | 34  | The Willoughby                   | 129,8 m | Wohnungen                     | 34     | 2022    |      | auch 196 Willoughby Street                                                         |
|      | 35  | The Amberly                      | 129,5 m | Wohnungen                     | 34     | 2018    |      | auch 120 Nassau Street                                                             |
|      | 36  | Plank Road                       | 125,6 m | Schule, Wohnungen             | 27     | 2022    |      | auch 664 Pacific Street, beherbergt in den ersten fünf Etagen eine Mittelschule.   |
|      | 37  | 1 Metrotech Center               | 125,4 m | Büro                          | 23     | 1992    |      | auch Brooklyn Commons - 351 Jay Street                                             |
|      | 38  | One Clinton                      | 124,7 m | Wohnungen                     | 36     | 2022    |      | Brooklyn Library Tower, beherbergt eine öffentliche Bibliothek.                    |
|      | 39  | DKLB BKLN                        | 123,5 m | Wohnungen                     | 34     | 2010    |      | auch 80 DeKalb Avenue                                                              |
|      | 40  | 1 Java Street A1                 | 122,5 m | Wohnungen                     | 37     | 2026    |      | erreichte im September 2024 seine Endhöhe.                                         |
|      | 41  | Olympia DUMBO                    | 122,1 m | Wohnungen                     | 26     | 2022    |      | auch 30 Front Street                                                               |
|      | 42  | One Pierrepont Plaza             | 121,9 m | Büro                          | 21     | 1988    |      | auch Morgan Stanley Building                                                       |
|      | 42  | Oro Condominium                  | 121,9 m | Wohnungen                     | 40     | 2008    |      |                                                                                    |
|      | 42  | The Dupont A1                    | 121,9 m | Wohnungen                     | 40     | 2025    |      | 16 Dupont Street, erreichte im Januar 2024 seine Endhöhe (Mitte).                  |
|      | 45  | Brooklyn Renaissance Plaza       | 121,3 m | Büro, Hotel                   | 32     | 1997    |      | auch New York Marriott at the Brooklyn Bridge                                      |
|      | 45  | 1N4th                            | 121,3 m | Wohnungen                     | 41     | 2015    |      | auch 1 North 4th Place                                                             |
|      | 47  | 4 Metrotech Center               | 120,1 m | Wohnungen                     | 25     | 1993    |      |                                                                                    |
|      | 48  | Avalon Fort Greene               | 120 m   | Wohnungen                     | 41     | 2010    |      |                                                                                    |

## Höchste Gebäude im Bau und in Planung
Dies sind Listen der höchsten sich zurzeit im Bau befindlichen (aktive Bauarbeiten) und geplanten Gebäude in Brooklyn. Die Angaben der Jahre sind nur ungefähre Angaben. Es ist möglich, dass sich diese Daten nachträglich verändern können.

### Im Bau
| Gebäude              | Höhe    | Nutzung (von unten nach oben) | Etagen | Jahr | Bemerkungen |
| -------------------- | ------- | ----------------------------- | ------ | ---- | ----------- |
| 1 Java Street        | 122,5 m | Wohnungen                     | 37     | 2025 | topped out  |
| 55 Willoughby Street | 115 m   | Wohnungen                     | 38     | 2025 |             |

### In Planung
| Gebäude                | Höhe  | Nutzung (von unten nach oben) | Etagen | Jahr | Bemerkungen                   |
| ---------------------- | ----- | ----------------------------- | ------ | ---- | ----------------------------- |
| 395 Flatbush Avenue    | 256 m | Gewerbe, Wohnungen            | 80     |      | TenBerke Architects           |
| One Third Avenue       | 221 m | Wohnungen                     | 63     |      | Teil von The Alloy Block      |
| River Ring Tower 1     | 216 m | Wohnungen                     | –      |      | erhielt Baugenehmigung        |
| River Ring Tower 2     | 171 m | Wohnungen                     | –      |      | erhielt Baugenehmigung        |
| 205 Montague Street    | 205 m | Wohnungen                     | 47     |      |                               |
| 280 Kent Avenue        | 168 m | Wohnungen                     | 36     | 2030 | Teil vom Domino Sugar Projekt |
| 356 Fulton Street      | 151 m | Wohnungen                     | 43     |      |                               |
| 95 Rockwell Place      | 127 m | Wohnungen                     | 38     |      |                               |
| Calyer Place Tower II  | 122 m | Wohnungen                     | 40     |      |                               |
| Calyer Place Tower III | –     | Wohnungen                     | 32     |      |                               |
| 700 Atlantic Avenue    | 121 m | Wohnungen                     | 41     |      |                               |

## Zeittabelle der höchsten Gebäude
Hier sind alle Gebäude aufgelistet, die in Brooklyn jemals den Rekord für das höchste Gebäude hielten.
| Zeit      | Gebäude                          | Bild | Höhe  | Etagen | Bemerkungen                   |
| --------- | -------------------------------- | ---- | ----- | ------ | ----------------------------- |
| 1901–1913 | Temple Bar Building              |      | 50 m  | 13     |                               |
| 1913–1918 | Clock Tower Building             |      | 66 m  | 16     |                               |
| 1918–1926 | 32 Court Street                  |      | 67 m  | 22     |                               |
| 1926–1927 | Court and Remsen Building        |      | 107 m | 27     |                               |
| 1927–1929 | Montague–Court Building          |      | 141 m | 35     |                               |
| 1929–2009 | Williamsburgh Savings Bank Tower |      | 156 m | 42     |                               |
| 2009–2013 | The Brooklyner                   |      | 162 m | 51     |                               |
| 2013–2015 | 388 Bridge Street                |      | 180 m | 51     |                               |
| 2015–2019 | AVA DoBro                        |      | 190 m | 58     | auch Avalon Willoughby Square |
| 2019–2021 | Brooklyn Point                   |      | 220 m | 57     |                               |
| ab 2021   | The Brooklyn Tower               |      | 325 m | 73     |                               |